# 正保郷帳
正保郷帳（しょうほうごうちょう）は、日本の江戸幕府が諸大名に命じて国単位で作らせた郷帳で、村の名と村高（村の生産力）をまとめた統計書である。1644年に作成が命じられ、それから数年がかりで国ごとに提出された。このときには国絵図（正保国絵図）、城絵図（正保城絵図）、城模型、街道の帳簿もあわせて作られた。

## 作成の過程と目的
正保元年（1644年）12月2日に、征夷大将軍徳川家光が郷帳の作成と提出を大名に命じるよう大目付井上政重と宮城和甫に指示した。16日から井上と宮城が諸大名の留守居を呼び出して来年中の提出を命じ、また幕府の代官にも同様の指示を発した。このとき提出を命じられたのは、郷帳のほかに、国絵図、城絵図、海陸の道筋と古城を書いた道之帳（または道帳）である。東海道筋の城持ち大名は、さらに城の木製模型を作って提出するよう求められた。多くの国では提出まで数年かかり、正保年間（1644年 - 1648年）より後にずれこむものもあった。
郷帳は村単位の高を記すものだが、正保郷帳作成にあたり幕府は総計を各大名の表高に一致させるよう指示した。表高は大名が領地を与えられたときに記された石高で、実際の石高とは異なる。大名の実際の生産力を把握することよりも、表高で測られる大名の序列や格式の変更を嫌ったことになる。
作成単位は原則として国だが、蝦夷地、琉球、小豆島がそれぞれ一単位となり、陸奥国は7つに分割された。複数の大名がある国では、有力大名がとりまとめ役にされたり、複数大名が分担協同したりした。

## 現在の資料状況
幕府が保管していたものは大半失われたが、作成にあたった大名家に残ったものが国単位で残る。各地方で県史、市町村史が資料として採録したり、図書館や研究団体が資料として出版しているので、地元の分だけを閲覧するのは比較的容易である。